# Uông Việt
Uông Việt (tên tiếng Trung: 汪粤, tên tiếng Anh: Wāng Yuè) là diễn viên điện ảnh Trung Quốc.

## Tiểu sử
Uông Việt sinh ngày 1 tháng 1 năm 1955. Ông theo học tại Học viện điện ảnh Bắc Kinh năm 1978, sau đó tham gia đóng nhiều phim truyền hình và điện ảnh như: A Waitress (1981), Sanctuary (1988), Wild mountain inn (1988), The horror night (1988),... Tuy nhiên khán giả biết đến ông nhờ vai Đường Tăng trong phim truyền hình nổi tiếng Tây Du Ký. Ông đóng các tập 6, 9, 10 của bộ phim.
Hiện Uông Việt công tác tại Học viện Hý kịch Trung Quốc (中国戏曲学院)